# Thismia
Thismia là một chi thực vật dị dưỡng nấm thuộc họ Thismiaceae.

## Danh sách loài
Chi này bao gồm các loài:
- Thismia americana (có thể đã tuyệt chủng)
- Thismia clavarioides K.R.Thiele[4]
- Thismia melanomitra
- Thismia rodwayi F.Muell. - Fairy Lanterns[4]
- Thismia yorkensis Cribb[4]
- Thismia alba Holttum
- Thismia angustimitra S.Chantanaorrapint[5]
- Thismia aseroe Becc.
- Thismia clandestina (Blume) Miq.[5]
- Thismia crocea (Becc.) J.J.Sm.[5]
- Thismia episcopalism (Becc.) J.J.Sm.[5]
- Thismia javanica J.J. Sm.
- Thismia mirabilis K. Larsen
- Thismia saülensis[6]

## Hình ảnh

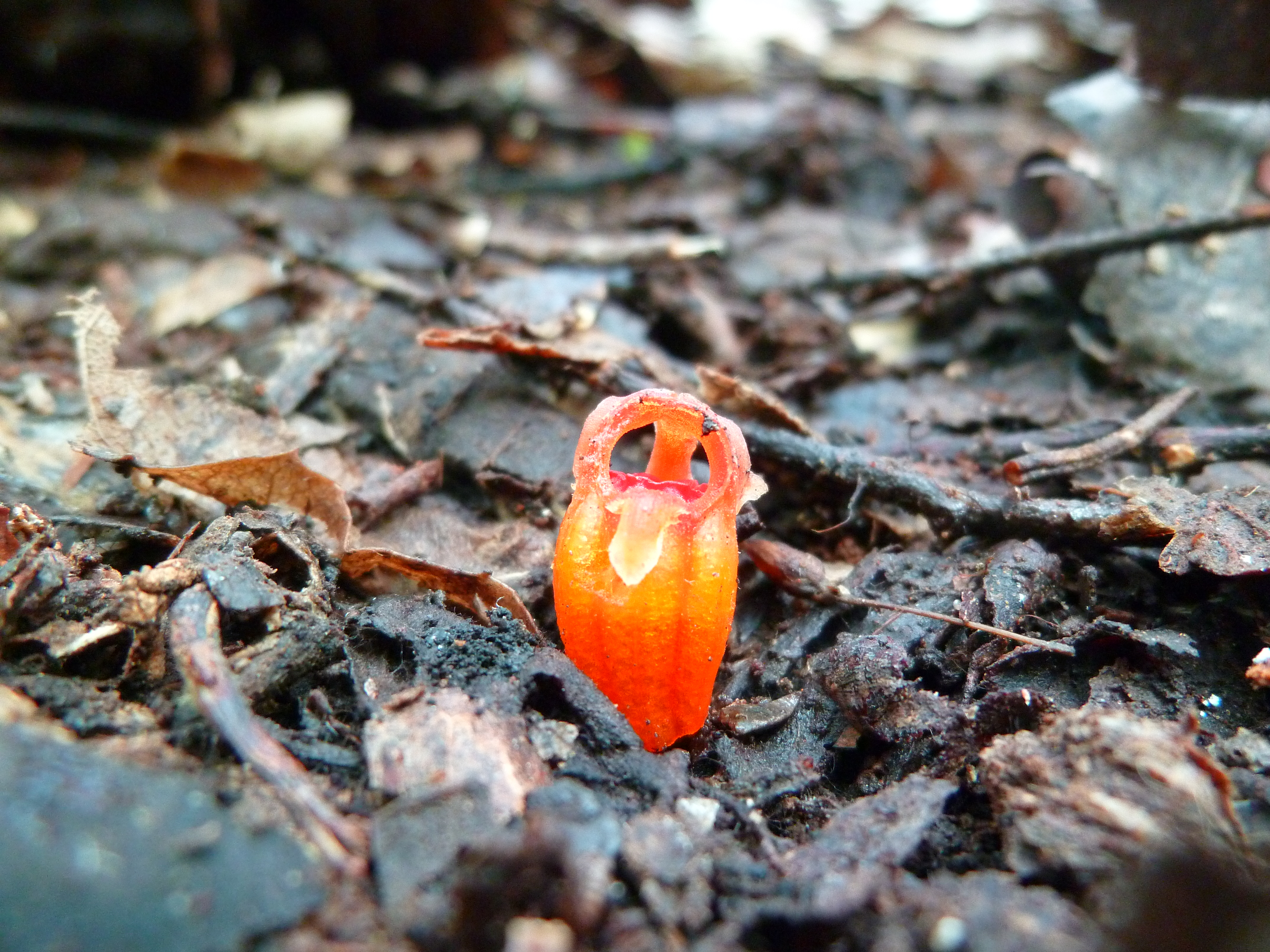